# Mission Kashmir – Der blutige Weg der Freiheit
Mission Kashmir – Der blutige Weg der Freiheit ist ein Film aus dem Jahr 2000 über den Kaschmirkonflikt. Er zeigt den Einfluss des Terrors auf das Handeln Einzelner.

## Handlung
Der Kaschmirer Unabhängigkeitsterrorist Malik (Puru Rajkumat) hat verkündet, alle Ärzte, welche Inder behandeln, müssen sterben. Als der Sohn des indischen Polizeichefs Inayat Khan (Sanjay Dutt) verunfallt, findet er keinen Arzt der ihm hilft. Sein Sohn stirbt. Khan übt Rache und ermordet Malik – und mit ihm eine ganze Familie. Der einzige Überlebende ist der Bub Altaaf. Khan und seine Frau Neelima (Sonali Kulkarni) wollen ihn als Adoptivsohn großziehen. Alles geht gut – bis Altaaf entdeckt, dass Khan seine biologische Familie getötet hat. Der Junge reißt aus und wächst zu einem Terroristen (Hrithik Roshan) heran, der sowohl Indien als auch Khan den Krieg angesagt hat.

## Autoren
Vikram Chandra, Vidhu Vinod Chopra, Abhijat Joshi, Suketu Mehta, Atul Tiwari